# Kirby Company

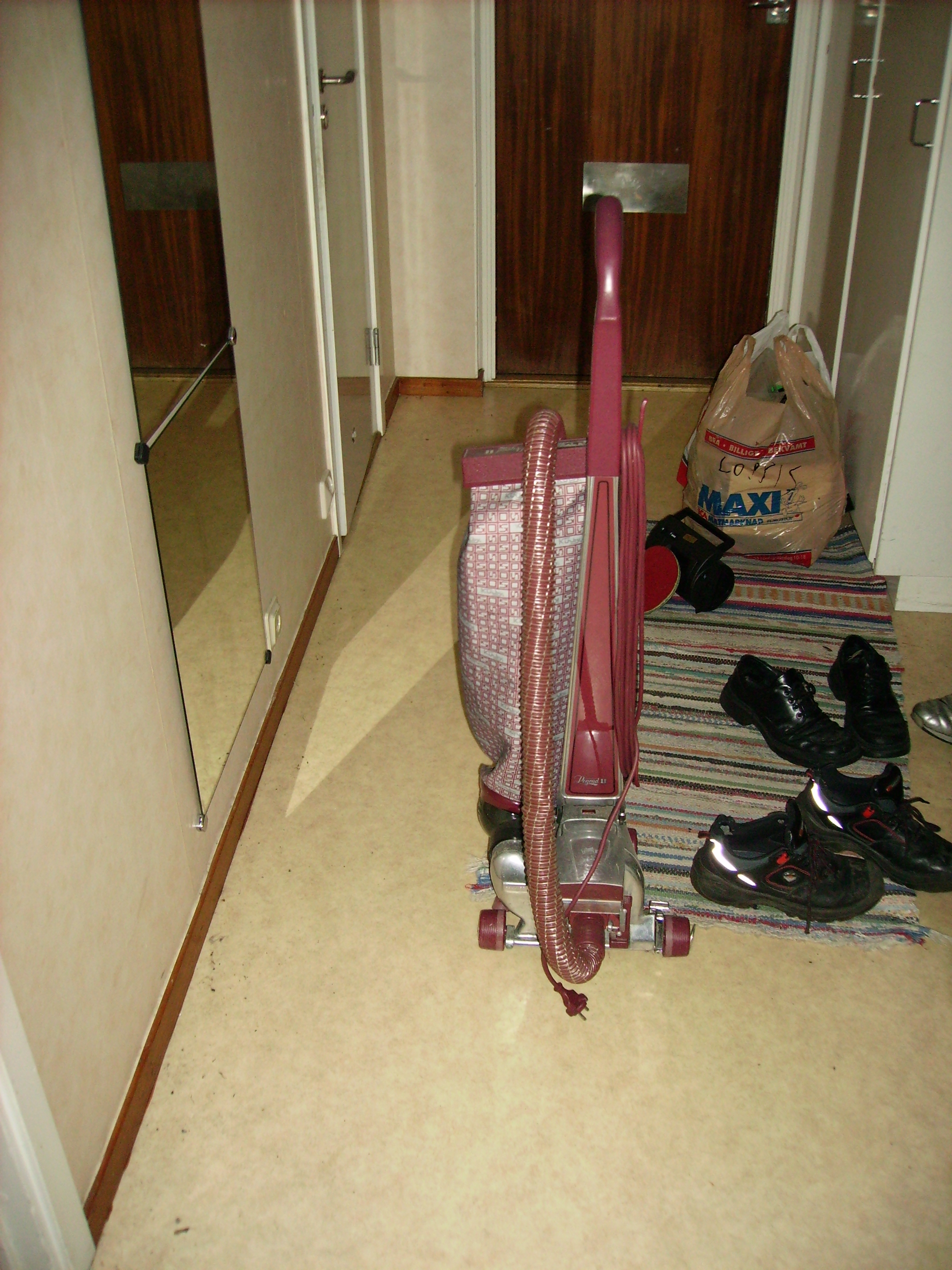
En 1990 Kirby Legend II

Kirby Company är ett amerikanskt företag som tillverkar dammsugare som konstruerades av James B Kirby. Det är en universalmaskin som kom ut på marknaden 1914 (USA) och har funnits i Sverige sedan 1989. Den utför ett 60-tal arbetsmoment inom polering, mattvätt, golvboning, sanering och rekonditionering.
Maskinen säljs genom en kombination av hemförsäljning och MLM och kostar i dagsläget från 35 000 till 45 000 kronor.
Kirby är dotterbolag till Scott Fetzer Company och ligger i Cleveland, Ohio, USA. Dammsugaren säljs i stort sett i hela världen och marknadsförs endast genom demonstrationer i hem. Maskinen finns dock att få tag på begagnad till exempel på Blocket och E-Bay, men garantin på maskinen gäller endast den första köparen.
Maskinen har tillverkats i flera olika modeller. Den senaste lanserades 2006 och heter Sentria. Maskinen tillverkas av duraluminium medan alla tillbehör tillverkas i polypropen-plast. De senaste modellerna använder "Micron Magic" HEPA-filter.

## Kritik mot Kirby dammsugare
Dammsugaren har kritiserats för att vara mycket dyr men ändå inte effektivare än en vanlig standarddammsugare. Maskinen är också mycket bullrig och har "ett gammaldags utförande med upprättstående skaft och utanpåliggande fodral för dammsugarpåse". ConsumerSearch.com har gjort en undersökning som visar att maskinen är tung, dyr och inte bättre än maskiner för mindre än en sjättedel av priset.